# Marek Kaljumäe
Marek Kaljumäe (* 18. Februar 1991 in Tallinn) ist ein estnischer Fußballspieler. Der Mittelfeldspieler spielt für den JK Tallinna Kalev in der estnischen Meistriliiga.

## Karriere

### Verein
Marek Kaljumäe begann seine Karriere im Alter von sieben Jahren beim SC Real in Estland. In seiner Jugendzeit wurde er  jeweils für kurze Zeit an den JK Kaitseliit Kalev und JK Nõmme Kalju verliehen. Im Jahr 2009 wechselte Kaljumäe nach erfolgreichen Probetraining aus der Jugend des SC Real zum niederländischen Erstligisten AZ Alkmaar. Dort spielte er zunächst weiter in der Jugend und stand später einige Male im Kader der Profimannschaft. In Alkmaar hatte er Kontakt zum estnischen Nationalspieler und Kapitän Ragnar Klavan der dort zum gleichen Zeitpunkt unter Vertrag stand. In der Zeit, die er in den Niederlanden verbrachte, absolvierte er 16 Spiele während einer Leihe zu Telstar in die Eerste Divisie. Er debütierte dort gegen Helmond Sport. Im Jahr 2011 kehrte Kaljumäe nach ablauf des Vertrages zurück nach Estland und unterschrieb beim FC Levadia Tallinn. Er debütierte für Levadia in der Meistriliiga im Ligaspiel gegen den FC Kuressaare, nachdem er für den Litauer Povilas Šarunas eingewechselt wurde. Mit Levadia gewann er in der Folge jeweils einen der beiden Pokalwettbewerbe in Estland, den Pokal 2012 sowie den Supercup 2013.

### Nationalmannschaft
Marek Kaljumäe kam zu seinem ersten Länderspiel für Estland in der U-18, im April 2008 gegen Lettland. Bis Jahresende kam er auf drei weitere Einsätze, bei denen er ein Tor gegen Finnland erzielen konnte. Ab 2009 folgten Spiele in der höheren U-19 Altersklasse darunter zahlreiche in einer internationalen Spielrunde. Im Jahr 2010 debütierte Kaljumäe unter dem deutschen Trainer Frank Bernhardt in der Estnischen U-21 beim Baltic Cup gegen Lettland. In seinem vierten Spiel konnte er den ersten Treffer für die Jugendauswahl der Esten gegen Aserbaidschan markieren. Seit 2010 ist er fester Bestandteil der U-21, was zuvor auch in der U-19 zutraf.

## Erfolge
mit dem FC Levadia Tallinn:
- Estnischer Meister: 2013, 2014
- Estnischer Pokalsieger: 2012, 2014
- Estnischer Supercup: 2013